# Sapor de Rei
Sapor de Rei foi um nobre parta da Casa de Mirranes e governador (marzobã) da Armênia, tendo governado do ano de 483 a 484. Foi antecedido no governo por Zarmir, o Azarapates e foi sucedido pelo segundo governo de Vaanes I Mamicônio entre 484 e 510.

## Nome
O nome Xapur (Šapur) combina as palavras šāh (rei) pūr (filho), significando literalmente "filho do rei". Seu nome foi utilizado por vários reis e notáveis durante o Império Sassânida e além e deriva do persa antigo Quexaiatia.putra (*xšayaθiya.puθra). Pode ter sido um título, mas ao menos desde as últimas décadas do século II tornou-se um nome próprio. Foi registrado em parta (𐭔𐭇𐭉𐭐𐭅𐭇𐭓, šḥypwḥr) e persa médio (𐭱𐭧𐭯𐭥𐭧𐭥𐭩, šhpwr-y) como Xapur, em pálavi maniqueísta como Xabur (em parta: 𐫢𐫀𐫁𐫇𐫍𐫡, Š’bwhr), no livro pálavi como Xapur (šhpwhl), em armênio como Xapu (Շապուհ, Šapuh) e Xapur (Շապուրհ, Šapurh), em siríaco como Xabor (ܫܒܘܪ, Šāḇōr), em sogdiano como Xapur (š’p(‘)wr), em grego como Sapores (Σαπώρης, Sapṓrēs), Sabur (Σαβούρ, Saboúr) e Sabor (Σαβόρ, Sabór), em latim como Sapores e Sapor, em árabe como Assabur (الصبور, al-Sābūr) e em persa novo como Xapur (شاپور / شاه پور, Šāpur / Šāhpur), Xafur (شاهفور, Šahfur), etc.

## Vida

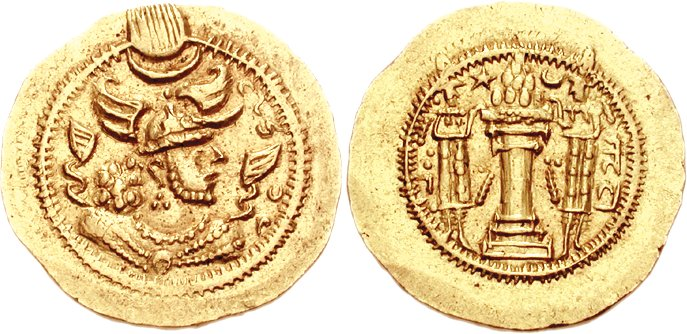
Dinar de ouro de r.

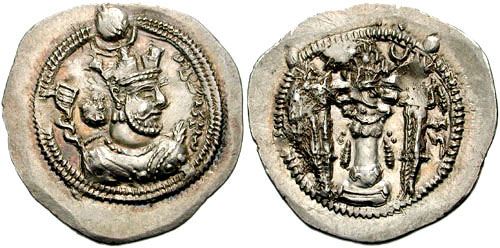
Dracma de Balas r.

Em 483, o xá Perozes I (r. 459–484) sofreu duas revoltas, uma na Ibéria e outra na Armênia. Instruiu Zarmir, o Azarapates a subjugar a Armênia, que obteve pouco sucesso sem poder pôr fim às ações dos insurgentes sob Vaanes I. Zarmir então recebe ordem para lutar contra o rei Vactangue I e é substituído na Armênia por Sapor.
Em vez de impor força militar, Sapor tenta reunir os armênios por meio de uma política de concessões. Trata as princesas da família Camsaracano capturadas por Zarmir com consideração e tenta cooptar através delas seus maridos (Narses II e Fraates II), mas sem sucesso. Apesar disso, enviou tropas para subjugar Vaanes, que continuou liderando uma guerrilha.
Enquanto isso, Perozes é morto na Batalha de Herate contra os heftalitas. Sapor e Zarmir deixam respectivamente a Armênia e Ibéria e retornam a Ctesifonte para participar na defesa do Império Sassânida e na eleição do novo xá. O último, Balas, ameaçado pelos heftalitas, não pôde mais pensar em submeter a Armênia e envia um dignitário, Nicor Vesnaspedates, que concede liberdade religiosa e autonomia política à Armênia, e nomeia Vaanes como novo marzobã.